# Kristaps Blanks
Kristaps Blanks (ur. 30 stycznia 1986 w Tukums) – łotewski piłkarz grający na pozycji napastnika, były reprezentant Łotwy, w kadrze zadebiutował w 2003 roku. 

## Życiorys

### Kariera klubowa
Od początku profesjonalnej kariery zawodnik klubu Skonto FC (2003–2013).
Następnie był zawodnikiem klubów: Daugava Ryga, FK Tukums 2000 i Riga FC.